# 李昭希
李昭希（：／ Lee So Hee，1994年6月14日—），韓国女子羽毛球運動員，隸屬仁川国际机场羽球隊，與搭檔白荷娜的女子雙打世界排名最高第一位。

## 簡歷

### 2010年-2012年 青年最强霸主及国际赛夺冠
2010年4月，李昭希代表韩国參加瓜達拉哈拉舉行的世界青年羽毛球錦標賽，奪得混合團體亞軍及女雙項目季軍（夥拍：崔惠仁）。同年11月，她与申昇瓚出战韓國羽毛球大獎賽，在女双準决赛以1比2（17-21、22-20、10-21）不敌师姐的嚴惠媛/金荷娜。
2011年10月，李昭希代表韩国参加桃園縣舉行的世界青年羽毛球錦標賽，奪得混合團體亞軍及女雙項目冠軍（夥拍：申昇瓚）。同年12月，她分别与申昇瓚/金沙朗出战土耳其羽毛球國際賽，在女双準决赛以0比2（17-21、20-22）不敌队友的崔아름/柳晛榮；而混双决赛以1比2（25-23、9-21、19-21）不敌队友的曹建雨/柳晛榮，赢得亚军。
2012年6月，李昭希代表韩国參加韩国慶尚北道金泉市舉行的亞洲青年羽毛球錦標賽，奪得混合團體季軍及女雙項目冠軍（夥拍：申昇瓚）。同年10月，她代表韩国参加日本千葉縣舉行的世界青年羽毛球錦標賽，奪得混合團體季軍及女雙項目冠軍（夥拍：申昇瓚），值得一提的是它们是韩国有史以来首个双料冠军'的组合，也是同年龄阶段最强女双霸主。同年11月，她与申昇瓚出战冰島羽毛球國際賽，在女双决赛以2比0（21-18、21-16）击败了师姐的高我羅/柳海媛，夺得其首个国际赛女双冠军。同期11月，她与申昇瓚出战挪威羽毛球國際賽。在女双準决赛以0比2（16-21、16-21）不敌赛会头号种子、荷兰强档的塞莱娜·皮克/伊里斯·塔博林。同样11月，她与申昇瓚出战蘇格蘭羽毛球國際賽，在女双準决赛以1比2（21-8、18-21、20-22）惜败于赛会2号种子、日本强档的米元小春/三木佑里子。同年12月，她与申昇瓚出战韓國羽毛球黃金大獎賽，在女双决赛以0比2（13-21、17-21）不敌赛会头号种子、师姐的嚴惠媛/張藝娜，赢得亚军。同期12月，她与申昇瓚出战印度羽毛球國際挑戰賽，在女双决赛以2比1（19-21、21-13、21-17）击败了赛会2号种子、印度的阿帕娜·巴兰/斯基·雷迪，赢得冠军。同样12月，她与申昇瓚出战印度羽毛球黃金大獎賽，在女双準决赛以1比2（21-12、18-21、19-21）不敌赛会2号种子、泰国强档的沙威丽·阿米达拜/沙西丽·德拉达那猜。

### 2013年-2014年 大奖赛夺冠
2013年7月，李昭希代表韓國出戰俄羅斯喀山舉行的世界大學生運動會羽毛球比賽，贏得混合團體金牌和女子雙打銅牌。同年8月，她参加中國廣州舉行的世界羽毛球錦標賽，與申昇瓚以13號種子身分出戰女子雙打項目。她們在首圈輪空，在次圈大战三局以2比1（21-13、20-22、25-23）险胜了马来西亚强档的黄惠恩/黄惠龄；在第三圈直落两局以0比2（7-21、3-21）大敗給頭號種子、中国的王晓理/于洋，16强止步。同年9月，她与申昇瓚出战中華台北羽毛球黃金大獎賽，在女双决赛因自己选择退赛，赢得亚军。
2014年6月，李昭希与崔惠仁出战加拿大羽毛球大獎賽，在女双决赛以2比0（21-15、21-18）击败了队友的朴紹英/Park Sun Young，夺得其首个大獎賽女双冠军。同年8月，她参加丹麦哥本哈根舉行的世界羽毛球錦標賽，她和申昇瓚出戰女子双打項目。她與申昇瓚以16號種子身分出戰，故在首圈輪空；在次圈以2比0（21-12、21-16）横扫印尼的苏琪·里基·安迪妮/蒂亚拉·罗萨莉娅·努莱达赫；在第三圈直落两局以2比0（21-14、21-15）爆冷击败了赛会3号种子、日本强档的松友美佐紀/高橋禮華；八强中，鏖战三局以2比1（21-11、16-21、21-10）拿下赛会6号种子、国家队的張藝娜/金昭映；四强中，面对赛会5号种子、中国的田卿/赵芸蕾，直落两局以0比2（13-21、10-21）不敌对手，赢得世锦赛女双季军。同年11月，她与申昇瓚出战韓國羽毛球大獎賽，在女双决赛因对方退赛，赢得冠军。

### 2015年-2016年 首要超級賽夺冠
2015年7月，李昭希代表韓國（建國大學校）出戰韓國光州市舉行的世界大學生運動會羽毛球比賽，贏得混合團體及女子雙打兩面金牌。同年9月，她开始与国家队的張藝娜搭配出战韓國羽毛球超級賽，在女双决赛以0比2（15-21、18-21）不敌赛会6号种子、印尼强档的尼蒂娅·克里欣达·马赫斯瓦里/格雷西娅·波利，赢得亚军。同年11月，她与張藝娜陆续出战韓國羽毛球大師賽，在女双决赛以2比1（21-7、16-21、21-19）击败了赛会6号种子、队友的鄭景銀/申昇瓚，赢得冠军。同年11月，她与張藝娜出战中國羽毛球首要超級賽，在女双準决赛以0比2（18-21、17-21）不敌赛会头号种子、世界第一的松友美佐紀/高橋禮華。同年12月，她与張藝娜出战美國羽毛球大獎賽，在女双决赛以1比2（22-24、21-18、12-21）不敌队友的鄭景銀/申昇瓚，赢得亚军。同期12月，她与張藝娜出战墨西哥城羽毛球大獎賽，在女双準决赛以1比2（16-21、21-12、19-21）不敌泰国强档的普蒂塔·素帕猜恭/沙西丽·德拉达那猜。
2016年1月，李昭希与張藝娜出战馬來西亞羽毛球大師賽，在女双準决赛以0比2（12-21、8-21）不敌赛会6号种子、中国的唐渊渟/于洋。同期1月，她与張藝娜出战印度羽毛球黃金大獎賽，在女双準决赛以0比2（17-21、8-21）不敌赛会3号种子、荷兰强档的埃菲耶·穆斯肯斯/塞莱娜·皮克。同年3月，她与張藝娜出战紐西蘭羽毛球黃金大獎賽，在女双决赛以0比2（13-21、16-21）不敌日本强档的福島由紀/廣田彩花，赢得亚军。同年4月，她参加中国湖北省武汉市举办的亞洲羽毛球錦標賽，与張藝娜出战女双。在首圈以2比0（21-15、21-11）横扫印度的瓦拉·古塔/阿什维尼·蓬纳帕；次圈以2比0（21-17、21-13）拿下日本强档的福島由紀/廣田彩花；八强中，直落两局以2比0（21-18、21-10）击败了赛会4号种子、中国的田卿/赵芸蕾；四强中，面对赛会头号种子、世界第一的松友美佐紀/高橋禮華，以0比2（16-21、19-21）惜败于对手，赢得亚锦赛女双季军。同年8月，她第一次代表韩国出戰巴西里約熱內盧舉行的奥林匹克运动会羽毛球比賽女子双打項目，與張藝娜出戰。她們在小組賽階段先後擊敗保加利亚的加夫列拉·斯托伊娃/斯蒂法尼·斯托伊娃、德国的卡拉·尼尔特/乔安娜·格里斯威斯基和中国的唐渊渟/于洋，以小组頭名晉級八强。半準決賽，李紹希和張藝娜面对丹麦的克里斯汀娜·彼德森/卡米拉·吕特·尤尔，鏖战三局以1比2（26-28、21-18、15-21）不敌对手，8强止步。同年9月，她与張藝娜出战韓國羽毛球超級賽，在女双準决赛以0比2（21-23、15-21）不敌赛会头号种子、队友的鄭景銀/申昇瓚。同年11月，她与張藝娜出战中國羽毛球首要超級賽，在女双决赛击败了中国组合，夺得羽球生涯中第一座首要超級賽的女双冠军。

### 2017年-2018年 全英赛首夺
2017年3月，李昭希与張藝娜出战全英羽毛球首要超級賽，在女双决赛以2比0（21-18、21-13）击败了赛会2号种子、丹麦强档的克里斯汀娜·彼德森/卡米拉·吕特·尤尔，首次赢得全英赛女双冠军。同年4月，她与張藝娜出战新加坡羽毛球超級賽，在女双準决赛以0比2（26-28、11-21）不敌赛会2号种子、丹麦强档的卡米拉·吕特·尤尔/克里斯汀娜·彼德森。同期4月，她参加中国湖北省武汉市举办的亞洲羽毛球錦標賽，与搭档的張藝娜被赛会列为3号种子出战。在首圈以2比0（21-14、21-8）轻取中国香港的吳芷柔/楊雅婷；次圈以2比0（21-16、21-18）击退了日本强档的田中志穗/米元小春；八强中鏖战三局以2比1（21-13、18-21、24-22）击败了赛会5号种子、中国的骆赢/骆羽；四强中相遇赛会头号种子、奥运冠军的松友美佐紀/高橋禮華，直落两局以0比2（14-21、10-21）不敌对手。赢得亚锦赛季军。同年7月，她与原配的申昇瓚出战美國羽毛球黃金大獎賽，在女双决赛以2比0（21-16、21-13）击败了赛会7号种子、日本强档的松本麻佑/永原和可那，赢得冠军。同年8月，她參加苏格兰格拉斯哥舉行的世界羽毛球錦標賽，她和張藝娜出戰女子双打項目。她與張藝娜以3號種子身分出戰，故在首圈輪空；但在次圈以2比0（21-6、21-14）横扫跨国组合的纳迪亚·范克豪泽 /莎娜达莎·莎妮鲁。在第三圈，以2-1（18-21、21-12、22-20）逆转了赛会12號種子韩国同胞的蔡侑玎 /金昭映。八强中，面对赛会9號種子日本次号的福島由紀/廣田彩花，激战三局以1-2 （14-21、27-25、19-21）惜败于对手，8强止步。同年10月，她与申昇瓚出战丹麥羽毛球首要超級賽，在女双决赛以2比0（21-13、21-16）击败了赛会6号种子、日本强档的田中志穗/米元小春，赢得首要超级赛冠军。同期10月，她与申昇瓚出战法國羽毛球超級賽，在女双决赛以0比2（17-21、15-21）不敌印尼强档的格雷西娅·波利/阿普里亚尼·拉哈育，赢得亚军。同年11月，她与申昇瓚出战韓國羽毛球大師賽，在女双决赛以2比0（21-18、23-21）击败了队友的金昭映/孔熙容，赢得冠军。
2018年1月，李昭希与申昇瓚出战馬來西亞羽毛球大師賽，在女双準决赛以0比2（15-21、18-21）不敌赛会3号种子、丹麦强档的卡米拉·吕特·尤尔/克里斯汀娜·彼德森。同期1月，她与申昇瓚出战印尼羽毛球大師賽，在女双準决赛以1比2（11-21、21-17、17-21）不敌赛会8号种子、印尼强档的格雷西娅·波利/阿普里亚尼·拉哈育。同年2月，她代表韩国参加马来西亚亞羅士打举办的亞洲羽毛球團體錦標賽，助球队赢得女子團體季军。同年10月，她与申昇瓚出战法國羽毛球公開賽，在女双準决赛以1比2（21-15、15-21、15-21）不敌保加利亚强档的加夫列拉·斯托伊娃/斯蒂法尼·斯托伊娃。同年11月，她与申昇瓚出战中國福州羽毛球公開賽，在女双决赛以2比0（23-21、21-18）击败了赛会5号种子、新科世锦赛冠军的松本麻佑/永原和可那，赢得国际赛女双冠军。同期11月，她与申昇瓚出战香港羽毛球公開賽，在女双决赛以0比2（18-21、17-21）不敌赛会头号种子、世界第一的福島由紀/廣田彩花，赢得亚军。同样11月，她与申昇瓚出战韓國羽毛球大師賽，在女双决赛以0比2（14-21、17-21）不敌赛会3号种子、师姐的張藝娜/鄭景銀，赢得亚军。同年12月，她代表韩国参加中国廣州举办的世界羽聯世界巡迴賽總決賽，她和申昇瓚以赛会5号种子被安排在B组女双圈里；在小组赛阶段中分别击败了泰国强档的宗功攀·吉迪特拉恭/拉溫達·巴宗哉以及保加利亚强档的加夫列拉·斯托伊娃/斯蒂法尼·斯托伊娃，唯有输给了新科世锦赛冠军的松本麻佑/永原和可那，依然以小组第二出线；在準決賽以2比0（21-13、21-13）拿下新科世锦赛冠军的松本麻佑/永原和可那；在决赛以0比2（12-21、20-22）不敌奥运冠军的松友美佐紀/高橋禮華，赢得总决赛女双亚军。

### 2021年 出戰2020東京奧運
2021年7月，与申昇瓚出战2020年東京奧運羽球女子雙打比賽，以C組第一名晉級八強賽，於八強賽以2比0（21-8、21-17）擊敗荷蘭組合塞萊娜·皮克/謝麗爾·塞爾寧晉級四強，於四強賽以0比2（19-21、17-21）不敵印尼組合格雷西婭·波利/阿普里亞尼·拉哈育，後在銅牌戰不敵隊友金昭映/孔熙容，以0比2（10-21、17-21）獲第四名。

## 技術及評價
李昭希凭借2017年取得的成就被韩国羽毛球协会评为年度最佳球员。

## 主要比賽成績
只列出曾進入準決賽的國際賽事成績：
| 年份   | 賽事                     | 公開賽級別 | 項目     | 拍檔   | 成績   |
| ------ | ------------------------ | ---------- | -------- | ------ | ------ |
| 2010年 | 世界青年羽毛球錦標賽     | 其他       | 混合團體 | －     | 亞軍   |
| 2010年 | 世界青年羽毛球錦標賽     | 其他       | 女子雙打 | 崔惠仁 | 季軍   |
| 2010年 | 韓國羽毛球大獎賽         | 大獎賽     | 女子雙打 | 申昇瓚 | 準決賽 |
| 2011年 | 世界青年羽毛球錦標賽     | 其他       | 混合團體 | －     | 亞軍   |
| 2011年 | 世界青年羽毛球錦標賽     | 其他       | 女子雙打 | 申昇瓚 | 冠軍   |
| 2011年 | 土耳其羽毛球國際賽       | 國際系列賽 | 女子雙打 | 申昇瓚 | 準決賽 |
| 2011年 | 土耳其羽毛球國際賽       | 國際系列賽 | 混合雙打 | 金沙朗 | 亞軍   |
| 2012年 | 亞洲青年羽毛球錦標賽     | 其他       | 混合團體 | －     | 準決賽 |
| 2012年 | 亞洲青年羽毛球錦標賽     | 其他       | 女子雙打 | 申昇瓚 | 冠軍   |
| 2012年 | 世界青年羽毛球錦標賽     | 其他       | 混合團體 | －     | 準決賽 |
| 2012年 | 世界青年羽毛球錦標賽     | 其他       | 女子雙打 | 申昇瓚 | 冠軍   |
| 2012年 | 冰島羽毛球國際賽         | 國際系列賽 | 女子雙打 | 申昇瓚 | 冠軍   |
| 2012年 | 挪威羽毛球國際賽         | 國際挑戰賽 | 女子雙打 | 申昇瓚 | 準決賽 |
| 2012年 | 蘇格蘭羽毛球國際賽       | 國際挑戰賽 | 女子雙打 | 申昇瓚 | 準決賽 |
| 2012年 | 韓國羽毛球黃金大獎賽     | 黃金大獎賽 | 女子雙打 | 申昇瓚 | 亞軍   |
| 2012年 | 印度羽毛球國際挑戰賽     | 國際挑戰賽 | 女子雙打 | 申昇瓚 | 冠軍   |
| 2012年 | 印度羽毛球黃金大獎賽     | 黃金大獎賽 | 女子雙打 | 申昇瓚 | 準決賽 |
| 2013年 | 瑞士羽毛球黃金大獎賽     | 黃金大獎賽 | 女子雙打 | 申昇瓚 | 亞軍   |
| 2013年 | 世界大學運動會羽毛球比賽 | 其他       | 混合團體 | －     | 金牌   |
| 2013年 | 世界大學運動會羽毛球比賽 | 其他       | 女子雙打 | 申昇瓚 | 铜牌   |
| 2013年 | 中華台北羽毛球黃金大獎賽 | 黃金大獎賽 | 女子雙打 | 申昇瓚 | 亞軍   |
| 2014年 | 加拿大羽毛球大獎賽       | 大獎賽     | 女子雙打 | 崔惠仁 | 冠軍   |
| 2014年 | 世界羽毛球錦標賽         | 其他       | 女子雙打 | 申昇瓚 | 準決賽 |
| 2014年 | 韓國羽毛球大獎賽         | 大獎賽     | 女子雙打 | 申昇瓚 | 冠軍   |
| 2015年 | 世界大學運動會羽毛球比賽 | 其他       | 混合團體 | －     | 金牌   |
| 2015年 | 世界大學運動會羽毛球比賽 | 其他       | 女子雙打 | 申昇瓚 | 金牌   |
| 2015年 | 韓國羽毛球超級賽         | 超級賽     | 女子雙打 | 張藝娜 | 亞軍   |
| 2015年 | 泰國羽毛球黃金大獎賽     | 黃金大獎賽 | 女子雙打 | 張藝娜 | 亞軍   |
| 2015年 | 韓國羽毛球大師賽         | 大獎賽     | 女子雙打 | 張藝娜 | 冠軍   |
| 2015年 | 中國羽毛球首要超級賽     | 首要超級賽 | 女子雙打 | 張藝娜 | 準決賽 |
| 2015年 | 美國羽毛球大獎賽         | 大獎賽     | 女子雙打 | 張藝娜 | 亞軍   |
| 2015年 | 墨西哥城羽毛球大獎賽     | 大獎賽     | 女子雙打 | 張藝娜 | 準決賽 |
| 2016年 | 馬來西亞羽毛球大師賽     | 黃金大獎賽 | 女子雙打 | 張藝娜 | 準決賽 |
| 2016年 | 印度羽毛球黃金大獎賽     | 黃金大獎賽 | 女子雙打 | 張藝娜 | 準決賽 |
| 2016年 | 亞洲羽毛球團體錦標賽     | 其他       | 女子團體 | －     | 季軍   |
| 2016年 | 紐西蘭羽毛球黃金大獎賽   | 黃金大獎賽 | 女子雙打 | 張藝娜 | 亞軍   |
| 2016年 | 亞洲羽毛球錦標賽         | 其他       | 女子雙打 | 張藝娜 | 季軍   |
| 2016年 | 優霸盃                   | 其他       | 女子團體 | －     | 亞軍   |
| 2016年 | 韓國羽毛球超級賽         | 超級賽     | 女子雙打 | 張藝娜 | 準決賽 |
| 2016年 | 法國羽毛球超級賽         | 超級賽     | 女子雙打 | 張藝娜 | 亞軍   |
| 2016年 | 中國羽毛球首要超級賽     | 首要超級賽 | 女子雙打 | 張藝娜 | 冠軍   |
| 2016年 | 世界羽聯超級系列賽總決賽 | 首要超級賽 | 女子雙打 | 張藝娜 | 準決賽 |
| 2017年 | 亞洲羽毛球混合團體錦標賽 | 其他       | 混合團體 | －     | 亞軍   |
| 2017年 | 全英羽毛球首要超級賽     | 首要超級賽 | 女子雙打 | 張藝娜 | 冠軍   |
| 2017年 | 馬來西亞羽毛球首要超級賽 | 首要超級賽 | 女子雙打 | 張藝娜 | 準決賽 |
| 2017年 | 新加坡羽毛球超級賽       | 超級賽     | 女子雙打 | 張藝娜 | 準決賽 |
| 2017年 | 亞洲羽毛球錦標賽         | 其他       | 女子雙打 | 張藝娜 | 季軍   |
| 2017年 | 蘇迪曼盃                 | 其他       | 混合團體 | －     | 冠軍   |
| 2017年 | 印尼羽毛球首要超級賽     | 首要超級賽 | 女子雙打 | 張藝娜 | 亞軍   |
| 2017年 | 美國羽毛球黃金大獎賽     | 黃金大獎賽 | 女子雙打 | 申昇瓚 | 冠軍   |
| 2017年 | 韓國羽毛球超級賽         | 超級賽     | 女子雙打 | 張藝娜 | 亞軍   |
| 2017年 | 丹麥羽毛球首要超級賽     | 首要超級賽 | 女子雙打 | 申昇瓚 | 冠軍   |
| 2017年 | 法國羽毛球超級賽         | 超級賽     | 女子雙打 | 申昇瓚 | 亞軍   |
| 2017年 | 中國羽毛球首要超級賽     | 首要超級賽 | 女子雙打 | 金慧麟 | 亞軍   |
| 2017年 | 韓國羽毛球大師賽         | 大獎賽     | 女子雙打 | 申昇瓚 | 冠軍   |
| 2018年 | 馬來西亞羽毛球大師賽     | 超級500賽  | 女子雙打 | 申昇瓚 | 準決賽 |
| 2018年 | 印尼羽毛球大師賽         | 超級500賽  | 女子雙打 | 申昇瓚 | 準決賽 |
| 2018年 | 亞洲羽毛球團體錦標賽     | 其他       | 女子團體 | －     | 季軍   |
| 2018年 | 法國羽毛球公開賽         | 超級750賽  | 女子雙打 | 申昇瓚 | 準決賽 |
| 2018年 | 中國福州羽毛球公開賽     | 超級750賽  | 女子雙打 | 申昇瓚 | 冠軍   |
| 2018年 | 香港羽毛球公開賽         | 超級500賽  | 女子雙打 | 申昇瓚 | 亞軍   |
| 2018年 | 韓國羽毛球大師賽         | 超級300賽  | 女子雙打 | 申昇瓚 | 亞軍   |
| 2018年 | 世界羽聯世界巡迴賽總決賽 | 總決賽     | 女子雙打 | 申昇瓚 | 亞軍   |
| 2019年 | 印尼羽毛球公開賽         | 超級1000賽 | 女子雙打 | 申昇瓚 | 準決賽 |
| 2019年 | 泰國羽毛球公開賽         | 超級500賽  | 女子雙打 | 申昇瓚 | 準決賽 |
| 2019年 | 韓國羽毛球公開賽         | 超級500賽  | 女子雙打 | 申昇瓚 | 亞軍   |
| 2019年 | 法國羽毛球公開賽         | 超級750賽  | 女子雙打 | 申昇瓚 | 冠軍   |
| 2019年 | 中國福州羽毛球公開賽     | 超級750賽  | 女子雙打 | 申昇瓚 | 亞軍   |
| 2019年 | 韓國羽毛球大師賽         | 超級300賽  | 女子雙打 | 申昇瓚 | 準決賽 |
| 2019年 | 世界羽聯世界巡迴賽總決賽 | 總決賽     | 女子雙打 | 申昇瓚 | 準決賽 |
| 2020年 | 亞洲羽毛球團體錦標賽     | 其他       | 女子團體 | －     | 亞軍   |
| 2020年 | 全英羽毛球公開賽         | 超級1000賽 | 女子雙打 | 申昇瓚 | 準決賽 |
| 2020年 | YONEX泰國羽毛球公開賽    | 超級1000賽 | 女子雙打 | 申昇瓚 | 準決賽 |
| 2020年 | TOYOTA泰國羽毛球公開賽   | 超級1000賽 | 女子雙打 | 申昇瓚 | 亞軍   |
| 2020年 | 世界羽聯世界巡迴賽總決賽 | 總決賽     | 女子雙打 | 申昇瓚 | 冠軍   |
| 2021年 | 奧林匹克運動會羽毛球比賽 | 其他       | 女子雙打 | 申昇瓚 | 第四名 |
| 2021年 | 蘇迪曼盃                 | 其他       | 混合團體 | －     | 季軍   |
| 2021年 | 優霸盃                   | 其他       | 女子團體 | －     | 季軍   |
| 2021年 | 丹麥羽毛球公開賽         | 超級1000賽 | 女子雙打 | 申昇瓚 | 亞軍   |
| 2021年 | 法國羽毛球公開賽         | 超級750賽  | 女子雙打 | 申昇瓚 | 冠軍   |
| 2021年 | 世界羽毛球錦標賽         | 其他       | 女子雙打 | 申昇瓚 | 亞軍   |
| 2022年 | 優霸盃                   | 其他       | 女子團體 | －     | 冠軍   |
| 2022年 | 印尼羽毛球公開賽         | 超級1000賽 | 女子雙打 | 申昇瓚 | 準決賽 |
| 2022年 | 丹麥羽毛球公開賽         | 超級750賽  | 女子雙打 | 白荷娜 | 亞軍   |
| 2022年 | 法國羽毛球公開賽         | 超級750賽  | 女子雙打 | 白荷娜 | 準決賽 |
| 2023年 | 泰國羽毛球大師賽         | 超級300賽  | 女子雙打 | 白荷娜 | 亞軍   |
| 2023年 | 亞洲羽毛球混合團體錦標賽 | 其他       | 混合團體 | －     | 亞軍   |
| 2023年 | 德國羽毛球公開賽         | 超級300賽  | 女子雙打 | 白荷娜 | 冠軍   |
| 2023年 | 全英羽毛球公開賽         | 超級1000賽 | 女子雙打 | 白荷娜 | 亞軍   |
| 2023年 | 瑞士羽毛球公開賽         | 超級300賽  | 女子雙打 | 白荷娜 | 準決賽 |
| 2023年 | 西班牙馬德里羽毛球大師賽 | 超級300賽  | 女子双打 | 白荷娜 | 準決賽 |
| 2023年 | 亞洲羽毛球錦標賽         | 其他       | 女子雙打 | 白荷娜 | 亞軍   |
| 2023年 | 蘇迪曼盃                 | 其他       | 混合團體 | －     | 亞軍   |
| 2023年 | 馬來西亞羽毛球大師賽     | 超級500賽  | 女子雙打 | 白荷娜 | 冠軍   |
| 2023年 | 泰國羽毛球公開賽         | 超級500賽  | 女子雙打 | 白荷娜 | 準決賽 |
| 2023年 | 新加坡羽毛球公開賽       | 超級750賽  | 女子雙打 | 白荷娜 | 亞軍   |
| 2023年 | 印尼羽毛球公開賽         | 超級1000賽 | 女子雙打 | 白荷娜 | 冠軍   |
| 2023年 | 中國羽毛球公開賽         | 超級1000賽 | 女子雙打 | 白荷娜 | 亞軍   |
| 2023年 | 亞洲運動會羽毛球比賽     | 其他       | 女子團体 | －     | 金牌   |
| 2023年 | 亞洲運動會羽毛球比賽     | 其他       | 女子雙打 | 白荷娜 | 銀牌   |
| 2023年 | 世界羽聯世界巡迴賽總決賽 | 總決賽     | 女子雙打 | 白荷娜 | 亞軍   |
| 2024年 | 馬來西亞羽毛球公開賽     | 超級1000賽 | 女子雙打 | 白荷娜 | 準決賽 |
| 2024年 | 印度羽毛球公開賽         | 超級750賽  | 女子雙打 | 白荷娜 | 準決賽 |
| 2024年 | 全英羽毛球公開賽         | 超級1000賽 | 女子雙打 | 白荷娜 | 冠軍   |
| 2024年 | 亞洲羽毛球錦標賽         | 其他       | 女子雙打 | 白荷娜 | 冠軍   |
| 2024年 | 優霸盃                   | 其他       | 女子團體 | －     | 季軍   |
| 2024年 | 印尼羽毛球公開賽         | 超級1000賽 | 女子雙打 | 白荷娜 | 冠軍   |
| 2024年 | 日本羽毛球公開賽         | 超級750賽  | 女子雙打 | 白荷娜 | 亞軍   |
| 2024年 | 韓國羽球公開賽           | 超級500賽  | 女子雙打 | 白荷娜 | 準決賽 |
| 2024年 | 香港羽毛球公開賽         | 超級500賽  | 女子雙打 | 白荷娜 | 準決賽 |
| 2024年 | 丹麥羽毛球公開賽         | 超級750賽  | 女子雙打 | 白荷娜 | 準決賽 |
| 2024年 | 世界羽聯世界巡迴賽總決賽 | 總決賽     | 女子雙打 | 白荷娜 | 冠軍   |
| 2025年 | 奧爾良羽毛球大師賽       | 超級300賽  | 女子雙打 | 白荷娜 | 亞軍   |
| 2025年 | 蘇迪曼盃                 | 其他       | 混合團体 | －     | 亞軍   |
| 2025年 | 印尼羽毛球公開賽         | 超級1000賽 | 女子雙打 | 白荷娜 | 準決賽 |

| 2007-2017年 | 首要超級賽 | 超級賽 | 黃金大獎賽 | 大獎賽 | 國際挑戰賽 | 國際系列賽 | 未來系列賽 | 其他 |

| 2018-2026年 | 總決賽 | 超級1000賽 | 超級750賽 | 超級500賽 | 超級300賽 | 超級100賽 | 國際挑戰賽 | 國際系列賽 | 未來系列賽 | 其他 |

### 世界冠軍頭銜
李紹希在羽毛球生涯中共奪得2項羽毛球世界冠軍頭銜。
| 賽事     | 奪冠次數 | 年份               |
| -------- | -------- | ------------------ |
| 蘇迪曼盃 | 1        | 2017年（混合團體） |
| 尤伯杯   | 1        | 2022年（女子團體） |
| 總計     | 2        |                    |

### 奧運會和世錦賽參賽紀錄
|          | 搭檔   | 2013 | 2014 | 2015 | 2016 | 2017 | 2018 | 2019 | 2020   | 2021 | 2022 | 2023 | 2024 |
| -------- | ------ | ---- | ---- | ---- | ---- | ---- | ---- | ---- | ------ | ---- | ---- | ---- | ---- |
| 女子雙打 | 申昇瓚 | 16強 | 季軍 | 16強 | －   | －   | 16強 | 8強  | 第四名 | 亞軍 | 8強  | －   | －   |
| 女子雙打 | 張藝娜 | －   | －   | －   | 8強  | 8強  | －   | －   | －     | －   | －   | －   | －   |
| 女子雙打 | 白荷娜 | －   | －   | －   | －   | －   | －   | －   | －     | －   | －   | 16強 | 8強  |

## 主要对賽记录
李紹希與不同搭档主要對手的對賽成績如下（只列出對賽五次或以上對手，僅包括影響世界排名積分的賽事，截至2025年3月6日）：
女雙 - 申昇瓚
韩国国家队队员
| 對手          | 對賽次數 | 對賽結果 | 對賽結果 | 總計 |
| 對手          | 對賽次數 | 勝       | 負       | 總計 |
| ------------- | -------- | -------- | -------- | ---- |
| 金昭映 孔熙容 | 10       | 7        | 3        | +4   |

其他选手
| 對手                                | 對賽次數 | 對賽結果 | 對賽結果 | 總計 |
| 對手                                | 對賽次數 | 勝       | 負       | 總計 |
| ----------------------------------- | -------- | -------- | -------- | ---- |
| 松友美佐紀 高橋禮華                 | 13       | 6        | 7        | -1   |
| 加夫列拉·斯托伊娃 斯蒂法尼·斯托伊娃 | 10       | 8        | 2        | +6   |
| 永原和可那 松本麻佑                 | 10       | 7        | 3        | +4   |
| 拉溫達·巴宗哉 宗功攀·吉迪特拉恭     | 8        | 8        | 0        | +8   |
| 福岛由纪 广田彩花                   | 8        | 1        | 7        | -6   |
| 阿普里亞尼·拉哈育 格雷西婭·波利     | 7        | 2        | 5        | -3   |
| 鄒美君 李明艷                       | 7        | 6        | 1        | +5   |
| 麥爾肯·弗勒爾戈德 薩拉·蒂格森       | 7        | 6        | 1        | +5   |
| 陳清晨 賈一凡                       | 6        | 1        | 5        | -4   |
| 許嘉雯 叶铮雯                       | 5        | 5        | 0        | +5   |
| 福万尚子 與猶胡桃                   | 5        | 4        | 1        | +3   |
| 鄭雨 李汶妹                         | 5        | 3        | 2        | +1   |

女雙 - 張藝娜
韩国国家队队员
| 對手          | 對賽次數 | 對賽結果 | 對賽結果 | 總計 |
| 對手          | 對賽次數 | 勝       | 負       | 總計 |
| ------------- | -------- | -------- | -------- | ---- |
| 申昇瓚 鄭景銀 | 7        | 4        | 3        | +1   |

其他选手
| 對手                               | 對賽次數 | 對賽結果 | 對賽結果 | 總計 |
| 對手                               | 對賽次數 | 勝       | 負       | 總計 |
| ---------------------------------- | -------- | -------- | -------- | ---- |
| 陳清晨 賈一凡                      | 10       | 2        | 8        | -6   |
| 卡米拉·吕特·尤尔 克里斯汀娜·彼德森 | 7        | 5        | 2        | +3   |
| 廣田彩花 福島由紀                  | 7        | 2        | 5        | -3   |
| 米元小春 田中志穗                  | 6        | 6        | 0        | +6   |
| 吳玓蓉 许雅晴                      | 5        | 5        | 0        | +5   |
| 骆赢 骆羽                          | 5        | 4        | 1        | +3   |
| 沙西丽·德拉达那猜 普蒂塔·素帕猜恭  | 5        | 3        | 2        | +1   |

女雙 - 白荷娜
韩国国家队队员
| 對手          | 對賽次數 | 對賽結果 | 對賽結果 | 總計 |
| 對手          | 對賽次數 | 勝       | 負       | 總計 |
| ------------- | -------- | -------- | -------- | ---- |
| 金昭映 孔熙容 | 7        | 6        | 1        | +5   |

其他选手
| 對手                                          | 對賽次數 | 對賽結果 | 對賽結果 | 總計 |
| 對手                                          | 對賽次數 | 勝       | 負       | 總計 |
| --------------------------------------------- | -------- | -------- | -------- | ---- |
| 志田千陽 松山奈未                             | 12       | 10       | 2        | +8   |
| 陳清晨 賈一凡                                 | 9        | 3        | 6        | -3   |
| 中西貴映 岩永鈴                               | 8        | 7        | 1        | +6   |
| 劉聖書 譚寧                                   | 8        | 5        | 3        | +2   |
| 永原和可那 松本麻佑                           | 7        | 4        | 3        | +1   |
| 阿普里亞尼·拉哈育 西蒂·法迪亚·席尔瓦·拉马丹蒂 | 6        | 5        | 1        | +4   |
| 广田彩花 福岛由纪                             | 6        | 4        | 2        | +2   |
| 萨拉·蒂格森 麦尔肯·弗勒尔戈德                 | 5        | 4        | 1        | +3   |
| 陳康樂 蒂娜·穆拉里塔蘭                        | 5        | 2        | 3        | -1   |

## 其他獎項
| 年份   | 頒獎典禮               | 獎項                 | 搭檔   | 結果 | 備註  |
| ------ | ---------------------- | -------------------- | ------ | ---- | ----- |
| 2024年 | BWF 2024年度最佳運動員 | 年度最佳女子雙打組合 | 白荷娜 | 提名 | [ 9 ] |

## 外部連結
- 李昭希在国际奥林匹克委员会的资料
- 李昭希在世界羽球聯盟的登錄資料
- 李昭希的Instagram帳戶